# Gustavo Romero Kolbeck
Gustavo Romero Kolbeck (Ciudad de México, 3 de julio de 1923-Ciudad de México, 31 de marzo de 2008)[cita requerida] fue un economista, diplomático y político mexicano, miembro del Partido Revolucionario Institucional. Fue director general de Nacional Financiera de 1974 a 1976 durante la presidencia de Luis Echeverría Álvarez y director general del Banco de México de 1976 a 1982 durante la presidencia de José López Portillo.
Como diplomático se desempeñó como embajador de México en Japón de 1971 a 1974 nominado por Echeverría Álvarez y embajador de México en la Unión Soviética en 1982 nominado por López Portillo.

## Trayectoria
Estudió la licenciatura en Economía en la Universidad Nacional Autónoma de México (UNAM) de 1942 a 1946, en donde se graduó con mención honorífica el 16 de octubre de 1963 con la tesis Tres etapas en la planeación del desarrollo económico. Asimismo, realizó un posgrado en análisis económico en la Universidad George Washington de 1947 a 1948.
Inició su carrera impartiendo cátedra en la Escuela Nacional de Economía de la UNAM de 1949 a 1983, en la Universidad Iberoamericana de 1953 a 1954 y como investigador del Departamento de Estudios Económicos del Banco Nacional de México (Banamex) de 1949 a 1954. Ese mismo año, se afilia al Partido Revolucionario Institucional e ingresa a la Secretaría de la Presidencia como subdirector de la Comisión de Inversiones (1954-1958), al mando de Raúl Salinas Lozano. Asimismo, se desempeñó como director de Inversiones Públicas (1959-1961) dentro de la misma dependencia.
Fue director de la revista Expansión (1966-1970), director general de la Escuela de Economía de la Universidad Anáhuac (1967-1970), director fundador del Centro de Estudios Económicos del Sector Privado, miembro del Consejo Universitario de la UNAM (1967-1969) y presidente del patronato de la Universidad Autónoma Metropolitana (1974-1982). En 1971, el presidente Luis Echeverría lo designa embajador de México ante Japón, cargo que ocupa hasta 1973 cuando asume la dirección de Financiera Nacional Azucarera y, al año siguiente, la dirección general de Nacional Financiera (1974-1976).

### Director del Banco de México
En 1976, el presidente entrante José López Portillo lo nombra director general del Banco de México. Durante su gestión, Romero Kolbeck simplificó las disposiciones de encaje legal para los bancos, al unificar las tasas en un solo encaje e instrumentó las reglas que permitieron la conversión de instituciones bancarias de especializadas a múltiples. Asimismo, junto con la Secretaría de Hacienda y Crédito Público, promovió la reestructuración del sistema bancario por medio de un programa de fusiones de instituciones pequeñas: en 1976 existían más de 240 bancos y para 1978 las instituciones de crédito se habían reducido a 104. En agosto de 1982 fueron 68 instituciones, de las cuales 35 fueron bancos múltiples.
Por otra parte, la creación de los Certificados de la Tesorería de la Federación (CETES) en 1978, facilitó el surgimiento del mercado de bonos, que a su vez, constituyó la base para la regulación monetaria a través de Operaciones de Mercado Abierto.
Para 1982, en medio de la crisis financiera causada por la deuda externa contratada por el gobierno federal y luego de una serie de intentos para contener la paridad cambiaria, el 17 de febrero, se llevó a cabo la devaluación del peso y el Banco de México se retiró del mercado cambiario. Romero Kolbeck fue removido como director del banco un mes después, siendo sustituido por Miguel Mancera Aguayo. 
Posteriormente es nombrado embajador de México ante la Unión Soviética por un breve periodo y, de 1983 a 1993, ocupó la dirección general del Banco Obrero.